# Декларация независимости Индонезии

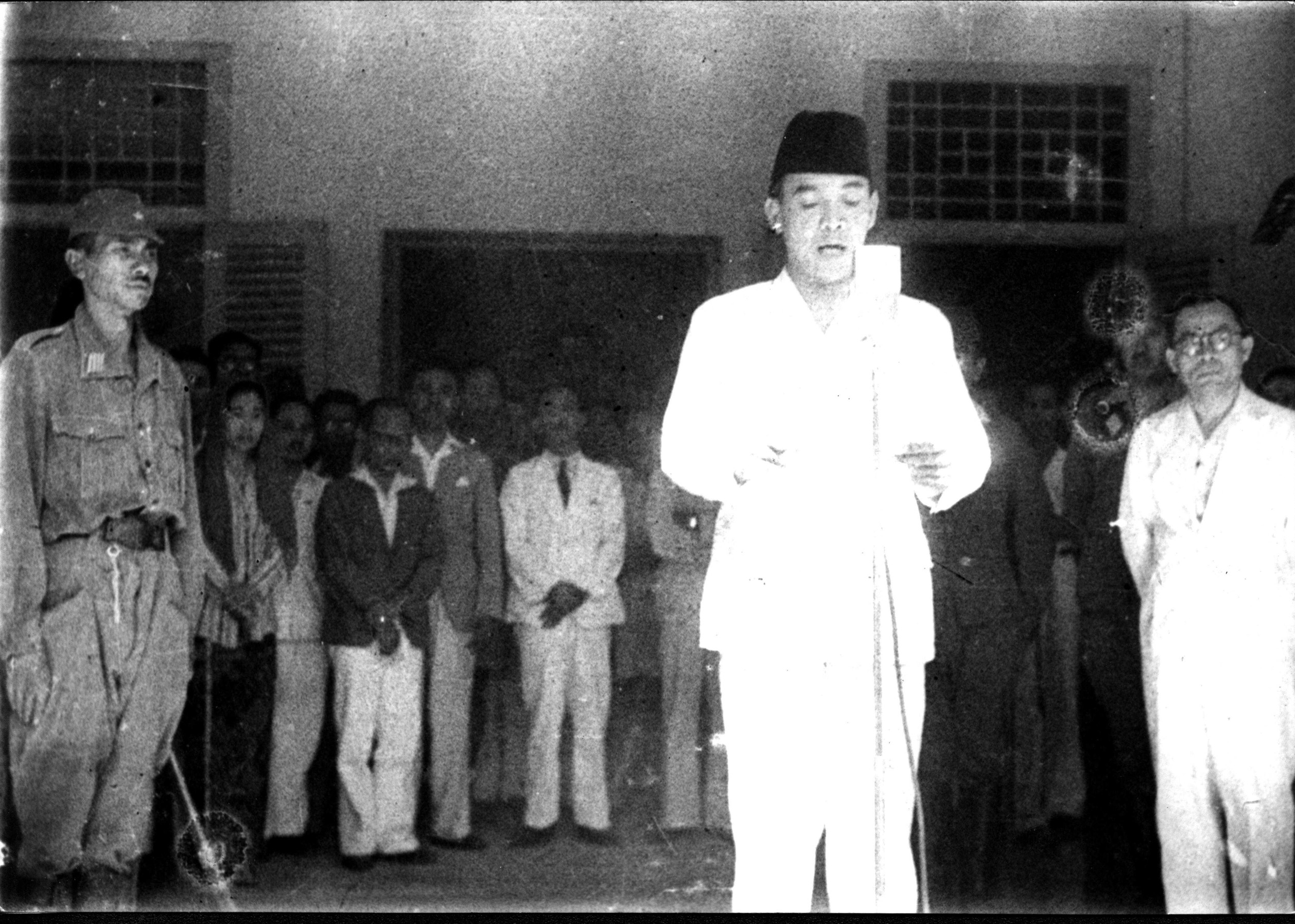
Сукарно оглашает Декларацию о независимости Индонезии

Декларация независимости Индонезии (индон. Proklamasi Kemerdekaan Indonesia) — акт провозглашения государственной независимости Республики Индонезии, состоявшийся 17 августа 1945 года. До этого территория страны формально считалась колониальным владением Нидерландов — Нидерландской Ост-Индией, фактически же находилась под оккупацией Японии, захватившей её в начале 1942 года.
Декларация о независимости положила начало строительству суверенного индонезийского государства, которое сопровождалось длительной вооружённой борьбой против Нидерландов, пытавшихся восстановить контроль над бывшей колонией.

## Предыстория
Подготовка правовых основ независимости Индонезии была начата в марте 1945 года в рамках учреждённого для этих целей японской колониальной администрацией Исследовательского комитета по подготовке индонезийской независимости (индон. Badan Penyelidik Usaha Persiapan Kemerdekaan Indonesia), в состав которого входило несколько десятков активистов местного национально-освободительного движения. Соответствующая работа велась без каких-либо временны́х ориентиров, однако летом 1945 года ввиду очевидности скорого военного поражения Японии она была резко форсирована. 1 августа был принят проект конституции Индонезии, а 7 августа для рассмотрения наработок Исследовательского комитета была сформирована Комиссия по подготовке независимости Индонезии, КПНИ (индон. Panitia Persiapan Kemerdekaan Indonesia) под председательством Сукарно — будущего первого президента страны.
12 августа в ходе встречи с командующим Южной группы армий Японии фельдмаршалом Хисаити Тэраути во вьетнамском городе Далат Сукарно и его ближайший соратник Мохаммад Хатта (будущий первый вице-президент Индонезии) получили согласие японской стороны на объявление независимости «в ближайшие дни». Согласно первоначальному плану, Декларация о независимости должна была подписываться всеми 27 членами КПНИ, представлявшими различные политические и общественные группировки, а также различные регионы страны — тем самым предполагалось акцентировать этническое и социальное многообразие будущего государства. Однако подобный план встретил отторжение со стороны руководителей радикального молодёжного крыла национально-освободительного движения, опасавшихся, что активное сотрудничество многих из членов Комиссии с японскими оккупационными властями поставит под вопрос легитимность Декларации в глазах значительной части населения, а также осложнит перспективы международного признания индонезийского государства.
Вопрос о провозглашения независимости приобрёл критический характер после объявления японским правительством о капитуляции 15 августа 1945 года. Намеченное на 16 августа экстренное заседание КПНИ оказалось сорванным: группа молодёжных активистов во главе с Хайрулом Салехом вывезла Сукарно и Хатту в местечко Ренгкасденклок (индон. Rengasdengklok) к востоку от Джакарты, где в ходе многочасовых переговоров убедила их в необходимости немедленного провозглашения независимости без привлечения большей части членов Комиссии.

## Подготовка и принятие Декларации

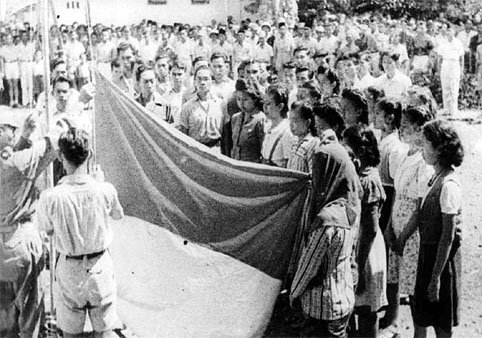
Митинг перед домом Сукарно во время оглашения Декларации

Вернувшись из Ренгкасденклока в Джакарту вечером 16 августа, Сукарно и Хатта встретились с представителями местного японского командования, рассчитывая оговорить детали провозглашения независимости. В итоге контр-адмирал Тадаси Маэда предоставил им для подготовки Декларации собственный дом (ныне Музей провозглашения независимости). Там в ночь на 17 августа Сукарно, Хаттой и Ахмадом Субарджо (будущим первым министром иностранных дел Индонезии) в присутствии ещё нескольких активистов национально-освободительного движения был составлен текст Декларации. Примечательно, что его окончательный, машинописный вариант несколько отличался от изначального рукописного варианта Сукарно: независимость провозглашалась не «представителями индонезийского народа», а «от имени индонезийского народа», дата обозначалась в соответствии не с юлианским, а с японским календарём, по которому 1945 год считался 2605 годом. Кроме того, написание индонезийского слова «tempoh» — «время» было изменено на более современный манер — «tempo». Документ был подписан только Сукарно и Хаттой.
Предложение Сукарно огласить Декларацию на центральной городской площади в ходе масштабного митинга сторонников независимости было отвергнуто из опасений, что массовое мероприятие может вызвать недовольство японского командования. Было решено повести соответствующую церемонию в доме Сукарно (современный адрес — улица Прокламаси, 1). Именно там в 10:00 17 августа 1945 года Сукарно в присутствии относительно небольшой группы активистов национально-освободительного движения после краткой импровизированной речи был оглашён текст подготовленной Декларации.
Никакой реакции на акт провозглашения независимости страны со стороны японского командования не последовало. В тот же день текст Декларации был транслирован по радио силами индонезийских сотрудников японской джакартской радиостанции.
Текст Декларации о независимости Индонезии:
PROKLAMASI
Kami, bangsa Indonesia, dengan ini menjatakan kemerdekaan Indonesia.

Hal-hal jang mengenai pemindahan kekoeasaan d.l.l., diselenggarakan dengan tjara saksama dan dalam tempo jang sesingkat-singkatnja.

Djakarta, hari 17 boelan 8 tahoen 05

Atas nama bangsa Indonesia,

Soekarno/Hatta.

Перевод:
ДЕКЛАРАЦИЯ
Мы, народ Индонезии, настоящим провозглашаем независимость Индонезии.

Вопросы, касающиеся передачи власти и т. д., будут решаться тщательным образом и в кратчайшее время.

Джакарта, 17-го дня 8-го месяца 05-го года

От имени народа Индонезии

Сукарно — Хатта

## Политические последствия

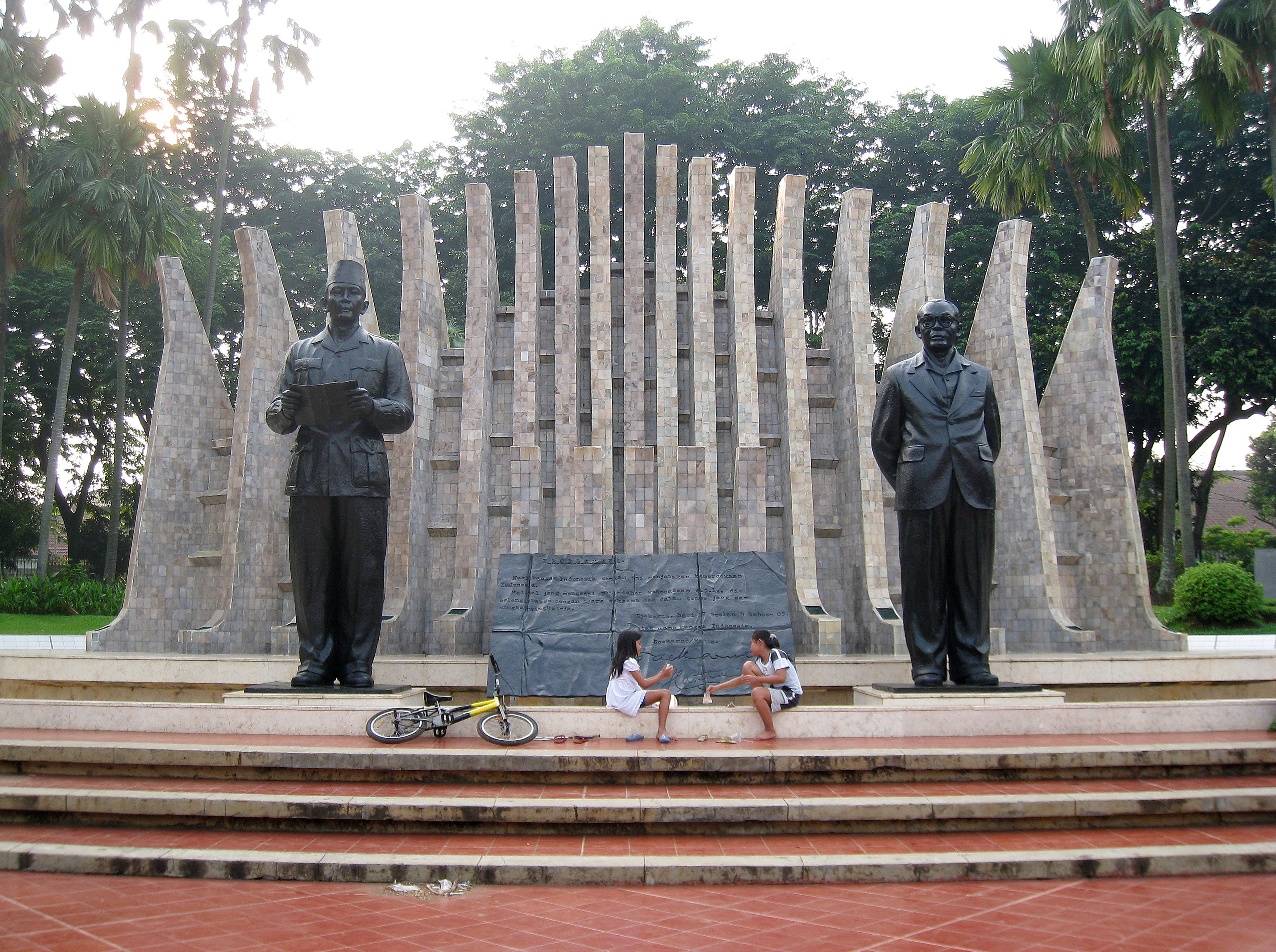
Памятник Декларации независимости Индонезии в Джакарте

Провозгласив независимость страны, лидеры национально-освободительного движения незамедлительно приступили к формированию её государственных институтов. Уже 18 августа на базе Комиссии по подготовке независимости был сформирован Центральный Национальный Комитет Индонезии (индон. Komite Nasional Indonesia Pusat) — временный властный орган, который в тот же день избрал Сукарно и Хатту, соответственно, президентом и вице-президентом страны и в течение нескольких последующих дней утвердил конституцию, предусматривающую построение унитарной президентской республики.
Независимость Индонезии не была признана её бывшей метрополией — Нидерландами. Попытки голландцев восстановить контроль над бывшей колонией встретили активное сопротивление со стороны индонезийцев. В результате война за независимость Индонезии продолжалась с некоторыми перерывами более четырёх лет. По ряду промежуточных соглашений голландцы де-факто признавали суверенитет Республики Индонезии в границах определённых территорий, окончательное же юридическое признание было зафиксировано только в декабре 1949 года. Лишь в 2005 году Гаага официально признала 17 августа 1945 года днём провозглашения независимости Индонезии.
17 августа ежегодно отмечается в Индонезии как национальный праздник — День провозглашения независимости.